# Marcjana
Marcjana, również Marcjanna – żeński odpowiednik imienia Marcjan. Wśród świętych m.in. św. Marcjana z Cezarei Mauretańskiej.
Marcjana imieniny obchodzi 9 stycznia i 12 lipca.

## Osoby noszące imię Marcjana
- Ulpia Marciana – siostra cesarza Trajana
- Marcjanna Fornalska – polska działaczka ruchu robotniczego
- Marcjanna Lelek[5] – polska aktorka dziecięca, odtwórczyni roli Natalii Zarzyckiej (z domu Mostowiak) w serialu M jak miłość.